# Kematen am Innbach
Kematen am Innbach je městys v rakouské spolkové zemi Horní Rakousy, v okrese Grieskirchen.
V roce 2012 zde žilo 1 359 obyvatel.